# Kevin Boulogne
Pour les articles homonymes, voir Boulogne.
Pas d'image ? Cliquez ici

a Compétitions nationales et continentales officielles uniquement.

Dernière mise à jour le 17 septembre 2022.
Kévin Boulogne, né le 19 mars 1986 à Libourne (Gironde), est un joueur français de rugby à XV et à sept qui évolue au poste de demi d'ouverture ou demi de mêlée.

## Présentation
Il a commencé le rugby à XV à Hagondange en Lorraine à l'âge de six ans, et est ensuite entré au centre de formation du Castres olympique en 2001. Il a passé cinq saisons au sein des groupes cadets, juniors et espoirs du club où il fréquente toutes les sélections départementales et régionales à XV et à sept.
Il a été international des moins de 18 ans français et n'a pas intégré le pôle de Marcoussis en 2003 à la suite de son intégration dans le groupe professionnel du Castres olympique.
En manque de temps de jeu, il signe en 2006-2007 pour le voisin du SC Albi qui vient d'accéder au Top 14.
Il retrouve alors une place de titulaire et s'imposant notamment sur le terrain de son ancien club, le Castres olympique, permettant à Albi d'obtenir un essai de pénalité décisif en fin de match.
Il reste ensuite à Albi malgré sa descente administrative en 2008 et permet ainsi à son club d'obtenir une remontée immédiate.
En 2010, il rejoint le vice-champion de France Perpignan où il est le plus souvent la doublure de Florian Cazenave.
Il retrouve ensuite une place de titulaire à Pau en Pro D2 et permet à son club de remonter en Top 14.
Après une saison à Biarritz puis une autre à Provence Rugby, il revient en 2017 dans son ancien club du SC Albi pour épauler bénévolement le groupe professionnel après la mise à l'écart du trio d'entraîneur Milhas - Berot - Bacca,. À l'intersaison 2017, il est nommé entraîneur du club auprès du nouveau manager Arnaud Méla. En janvier 2019, il reprend une licence de joueur amateur pour intégrer l'effectif du SC Albi.
Kévin Boulogne rejoint en 2021 un autre club tarnais, le SC Graulhet en
Nationale 2.

## Carrière
- 1992 - 2001 : Entente sportive d'Hagondange
- 2001 - 2006 : Castres olympique
- 2006 - 2010 : SC Albi
- 2010 - 2012 : USA Perpignan
- 2012 - 2014 : Section paloise
- 2014 - 2015 : Biarritz olympique
- 2015 - 2016 : Provence rugby
- 2019 - 2021 : SC Albi
- 2021 - 2022 : SC Graulhet

## Palmarès

### En sélection
- Équipe de France - de 18 ans : champion d'Europe

### Avec le SC Albi
- Championnat de France de deuxième division :
  - Vainqueur du barrage d'accession (1) : 2009